# 木藤たかおのラジオ宣言
木藤たかおのラジオ宣言とは、南海放送のラジオ番組。パーソナリティは木藤たかお。2006年11月18日からはタイトルを「木藤たかおのラヂオ本町!一丁目一番地!」に変更。現在も放送中。

## 放送時間
- 毎週土曜日 6:55～10:50

## タイムテーブル

### 2005年4月
- 07:10 オープニング
- 07:15 テレマートラジオショッピング
- 07:20 情報宝島
- 07:25 ちびっこバンザイ
- 07:30 愛媛新聞ニュース
- 07:34 日産ラジオナビ
- 07:49 レースガイド
- 07:51 交通情報（愛媛日産自動車）
- 07:55 愛媛新聞ニュース
- 08:00 日本全国8時です
- 08:15 交通情報＋1（道後平ニュータウン）
- 08:20 ネッツトヨタ瀬戸内 ミュージックモーニング
- 08:25 マイタウンネット
- 08:30 エネルギー探偵事務所 ～あけっち助手の調査報告書～
- 08:40 テレマートラジオショッピング
- 08:45 ウイークエンド釣り情報
- 08:55 愛媛新聞ニュース（母恵夢）
- 09:00 ウイークエンド釣り情報
- 09:10 ママは育児なし（愛光幼稚舎）
- 09:15 交通情報
- 09:20 グッドモーニング!キャピイ（日本食研）
- 09:30 愛媛新聞ニュース
- 09:35 みんなの松山（松山市）
- 09:45 創価学会 World Network
- 09:50 キャピイ情報
- 09:55 愛媛新聞ニュース（ファーレン松山）
- 10:00 いけいけ映画情報（アングルー）
- 10:05 テレマートラジオショッピング
- 10:10 お楽しみ川柳相撲（行司役 上岡喜久子）（キイチ）
- 10:30 えほんのもり ～くれよんラジオ～
- 10:40 キャピイ情報
- 10:45 エンディング